# マティルダ・フィッツロイ (ブルターニュ公妃)
モード（英語：Maud）もしくはマティルダ・フィッツロイ（英語：Matilda Fitzroy）、フランス語名はマティルド・ダングレーテル（フランス語：Mathilde d'Angleterre）は、ブルターニュ公コナン3世との結婚により、ブルターニュ公妃となった人物。

## ブルターニュ公妃
マティルダはイングランド王ヘンリー1世碩学王と名前不明の愛人の1人との間に生まれた庶出の娘である。
1113年3月、父ヘンリー1世とフランス王ルイ6世との間で行われたオルメトー＝フェレでの会談の際に、ブルターニュ公アラン・フェルジェントの息子で相続人であるコナンと婚約した。
1118年に結婚し、以下3子の母親となったとされる。
- ベルト（1114年 - 1155年以降）- ブルターニュのベルトは、初婚でリッチモンド伯アラン黒伯と結婚し、死別後はブルターニュに戻りポルオエ副伯ウドン2世と再婚した。
- オエル3世
- コンスタンス（1120年 - 1148年） - マイエンヌ領主ジョフロワ2世（フランス語版）と結婚

コナン3世はそれまでオエルを実子嫡男とみなしていたが、死の間際に非嫡出子とし、オエルの継承権を剥奪した。
1116年から17年にかけて、コナン3世の法廷において、サン＝マルタン・ド・ヴェルトゥ修道院の権利維持とパレ城の者たちに対する裁判が行われ、オエルは父とともに「オエル伯子の署名（signum Hoelli filii comitis）」と称される行動を取った。
コナン3世は、オエルが妻の庶子であることを宣言し、長女ベルトと娘婿リッチモンド伯アランの息子であるコナンを相続人に代えた。
この決定は、いまだに謎となっている。
ステファン・モランは、ピエール・ル・ボーが提唱し、ロベール・ド・ソリニーなど最もよく知られた現代の年代記者が無視したオエルの擬制は、ブルターニュ公家の男系子孫で、コルヌアイユ家の「簒奪」を止めようとし、コナン3世に取り入った娘婿アラン黒伯の陰謀の結果を、歴史家たちが後付けで説明しているものだと考えている。
1148年から1154年にかけて、オエル3世が実姉ブルターニュ女公ベルトの2人目の夫で幼かった甥コナン4世の家庭教師であったポルオエ家のウード2世と対立し、ナントから追放されたことがこの内乱の原因である。
マティルダの死亡日は不明である。